# José Segundo de Lema
José Segundo de Lema (1823-1891) fue un arquitecto español del siglo xix. 

## Biografía

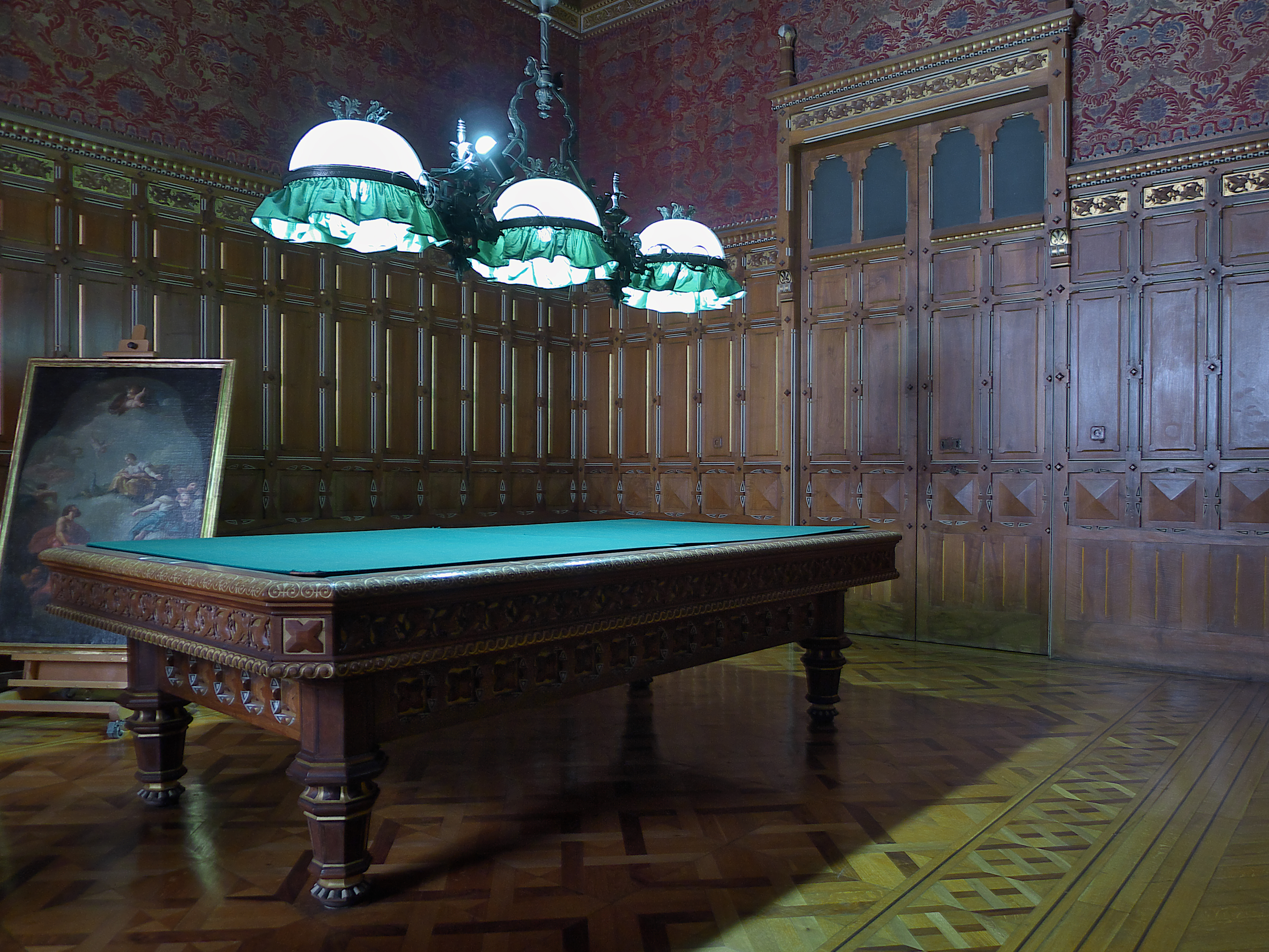
Palacio Real de Madrid. Sala de Billar

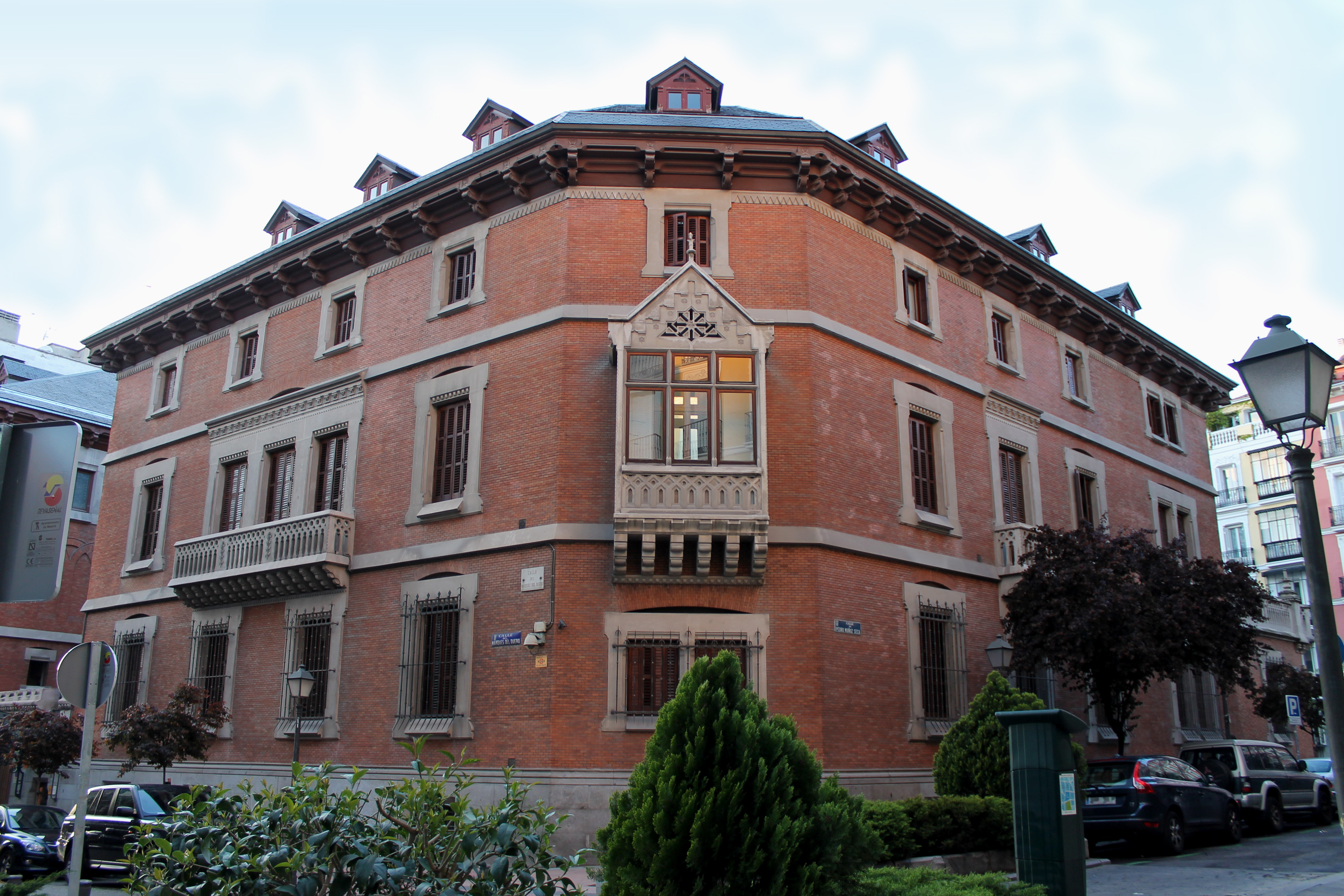
Palacio de Zabálburu.

Fue nombrado arquitecto mayor del Palacio Real en 1857. Su trabajo mezcla un eclecticismo en el que predominan los estilos neogótico y mudéjar, con toques racionalistas.
Participó en varias obras en Aranjuez, como las reformas del Hospital de San Carlos, además de intervenir en los proyectos del Palacio del Deleite o el Palacio Silvela. En Madrid, diseñó la decoración interior de varias estancias del Palacio Real (entre ellas la conocida como Sala de billar) y el Palacio de Zabálburu. En estas construcciones muestra su cercanía al medievalismo de Viollet-le-duc, sobre todo en los detalles decorativos.
Fue elegido académico de número de la Real Academia de San Fernando en el año 1878.